# Nina Kunz (Autorin)
Nina Kunz (* 3. April 1993 in Zürich) ist eine Schweizer Journalistin und Kolumnistin.

## Leben
Kunz wuchs in Zürich auf und studierte an der Universität Zürich Sozial- und Wirtschaftsgeschichte. Während des Studiums gehörte sie der Redaktion der Zürcher Studierendenzeitung an. Anschliessend arbeitete sie als Volontärin bei der WOZ und der Neuen Zürcher Zeitung.
Seit 2017 schreibt sie Essays und Interviews für Das Magazin und veröffentlichte dort bis 2022 eine zweiwöchentliche Kolumne. Ihre Texte erscheinen unter anderem in der Zeit und dem Zeit Magazin. Ihr 2021 bei Kein & Aber erschienenes erstes Buch Ich denk, ich denk zu viel enthält eine Sammlung ihrer Texte unter anderem zu den Themen Leistungsdruck, Internet und Patriarchat. Das Buch stand über ein Jahr in der Sachbuch-Bestsellerliste der Schweiz.
In den Jahren 2018 und 2020 wurde sie bei der Online-Abstimmung des Schweizer Journalist zur Kolumnistin des Jahres gewählt.
Seit 2024 ist sie festes Mitglied der Kritikrunde des Literaturclubs im SRF.
Gemeinsam mit der Dramaturgin Miriam Ibrahim organisierte sie von 2022 bis 2024 eine Lesereihe am Schauspielhaus Zürich. Zudem moderiert sie regelmäßig Gespräche mit Autorinnen und Autoren, darunter Deborah Levy, Luisa Neubauer und Michelle Steinbeck.

## Werke
- Ich denk, ich denk zu viel. Kein & Aber, Zürich 2021, ISBN 978-3-0369-5843-9.